# Dictenidia partialis
Dictenidia partialis är en tvåvingeart som beskrevs av Yang 1989. Dictenidia partialis ingår i släktet Dictenidia och familjen storharkrankar. Inga underarter finns listade i Catalogue of Life.